# Киритампо
Киритампо (яп. きりたんぽ) — японские рисовые колбаски.

## Использование
Блюдо относится к местной кухне префектуры Акита.
Блюдо готовится из рисового пюре, оборачиваемого вокруг деревянных палочек, и затем запекаемого. Свежесваренный рис отбивают колотушками до состояния пюре, скатывают в колбаски, нанизывают на кедровые или бамбуковые шпажки и втыкают вокруг горящего очага для запекания. Рисовые колбаски до или после запекания могут обмазываться пастой мисо. Готовые киритампо обычно едят тёплыми сразу после запекания.
Трубочки, из которых вынимается кедровые палочки, нарезаются дольками, имеющими полость внутри. Полученные роллы подают с разнообразными добавками и наполнителями, включая сладкие.
Киритампо также используется в составе супов типа киритампо-набэ (в виде клёцек в супе).